# Gotszalk
Gotszalk (ur. ok. 1010, zm. 1066, łac. Godescalcus) – książę obodrzycki, syn Przybygniewa (Udona). 
Po śmierci ojca (1029), w wyniku spisku przeciwników forsowanej przez niego chrystianizacji zbiegł na dwór saski. W kraju rządy objął Racibor. Młody Gotszalk został przez księcia saskiego oddany na wychowanie do klasztoru św. Michała w Lüneburgu, następnie służył na dworze duńskim u króla Kanuta Wielkiego i potem Swena II Estridsena, dochodząc do wysokich stanowisk. W 1043 roku z pomocą Duńczyków odzyskał tron; w walce zginął Racibor oraz jego ośmiu synów. 
Gotszalk jest uważany za właściwego twórcę wczesnofeudalnego państwa obodrzyckiego. Utrzymywał ścisły sojusz z Saksonią i Danią. Usiłował przeprowadzić w swoim kraju akcję chrystianizacyjną. Za jego rządów odnowiono biskupstwo w Stargardzie Wagryjskim, z którego arcybiskup Adalbert wydzielił i erygował dwie sufraganie: w Raciborzu i Mecklenburgu, założono także szereg klasztorów męskich i żeńskich. W roku 1057 interweniował wraz z Duńczykami i Sasami w wojnę domową pomiędzy plemionami Związku wieleckiego. W wyniku tej akcji przyłączył do swego państwa ziemie plemion Chyżan i Czrezpienian. 
Pod swoim panowaniem zjednoczył wszystkie plemiona obodrzyckie oraz Glinian. Po wojnie domowej w Związku Wieleckim, jego potęga osiągnęła szczytu, gdy pod jego panowanie dostały się dwa rdzenne plemiona wieleckie: Chyżanie i Czrezpienianie.
Gotszalk zginął zamordowany w słowiańskim grodzie Łączyn 7 czerwca 1066 roku. Inspiratorami zamachu byli prawdopodobnie przeciwni chrystianizacji Lucice. Po śmierci Gotszalka w kraju doszło do reakcji pogańskiej dowodzonej przez jego szwagra Blusa.
Był dwukrotnie żonaty. Najstarszym synem Gotszalka był Budiwoj. Jego drugą żoną była Sygryda, córka Swena II Estridsena, króla Danii. Z drugiego małżeństwa miał syna Henryka. Budiwoj objął po śmierci ojca władzę, został jednak rychło obalony przez wybranego na księcia przez stronnictwo pogańskie Kruta; wygnany z kraju Henryk objął tron w 1093 roku.